# 古石場
古石場（ふるいしば）は、東京都江東区の町名。現行行政地名は古石場一丁目から古石場三丁目。住居表示実施済み区域。

## 地理
江東区東部に位置し、深川地域に属する。北で牡丹、東で木場、南から西にかけて越中島と接する。西から一・二・三丁目が置かれている。典型的な東京の下町で主に住宅地として利用される。町内のほとんどが水に囲まれている。江戸時代の埋立地を主とするが、三丁目1番付近は戦前の枝川改修工事の3号埋立地である。

### 地価
住宅地の地価は、2025年（令和7年）1月1日の公示地価によれば、古石場1-10-5の地点で68万9000円/m2となっている。

## 歴史
江戸時代に埋め立てられた埋立地である。深川海辺新田飛地古石場、久左衛門新田飛地古石場、亀戸村飛地古石場を1891年（明治24年）に統合して深川古石場が新設されている。

### 地名の由来
江戸幕府の石置場が置かれていたため。

## 世帯数と人口
2023年（令和5年）1月1日現在（東京都発表）の世帯数と人口は以下の通りである。
| 丁目         | 世帯数    | 人口    |
| ------------ | --------- | ------- |
| 古石場一丁目 | 786世帯   | 1,498人 |
| 古石場二丁目 | 1,250世帯 | 2,506人 |
| 古石場三丁目 | 715世帯   | 1,398人 |
| 計           | 2,751世帯 | 5,402人 |

### 人口の変遷
国勢調査による人口の推移。
| 年                 | 人口  |
| ------------------ | ----- |
| 1995年（平成7年）  | 2,594 |
| 2000年（平成12年） | 3,730 |
| 2005年（平成17年） | 4,979 |
| 2010年（平成22年） | 5,190 |
| 2015年（平成27年） | 5,076 |
| 2020年（令和2年）  | 5,255 |

### 世帯数の変遷
国勢調査による世帯数の推移。
| 年                 | 世帯数 |
| ------------------ | ------ |
| 1995年（平成7年）  | 1,111  |
| 2000年（平成12年） | 1,555  |
| 2005年（平成17年） | 2,083  |
| 2010年（平成22年） | 2,256  |
| 2015年（平成27年） | 2,242  |
| 2020年（令和2年）  | 2,497  |

## 学区
区立小・中学校に通う場合、学区は以下の通りとなる（2023年4月時点）。
| 丁目         | 番地    | 小学校             | 中学校                 |
| ------------ | ------- | ------------------ | ---------------------- |
| 古石場一丁目 | 1～7番  | 江東区立臨海小学校 | 江東区立深川第三中学校 |
| 古石場一丁目 | 8〜13番 | 江東区立数矢小学校 | 江東区立深川第三中学校 |
| 古石場二丁目 | 全域    | 江東区立平久小学校 | 江東区立深川第三中学校 |
| 古石場三丁目 | 全域    | 江東区立平久小学校 | 江東区立深川第三中学校 |

## 交通

### 鉄道
町域の西辺を都営地下鉄大江戸線が通っているが駅は設置されていない。東京メトロ東西線・都営大江戸線門前仲町駅、東京メトロ東西線木場駅、JR東日本京葉線越中島駅が利用できる。

### 道路
- 東京都道463号上野月島線（清澄通り）

## 事業所
2021年（令和3年）現在の経済センサス調査による事業所数と従業員数は以下の通りである。
| 丁目         | 事業所数  | 従業員数 |
| ------------ | --------- | -------- |
| 古石場一丁目 | 37事業所  | 146人    |
| 古石場二丁目 | 54事業所  | 431人    |
| 古石場三丁目 | 33事業所  | 125人    |
| 計           | 124事業所 | 702人    |

### 事業者数の変遷
経済センサスによる事業所数の推移。
| 年                 | 事業者数 |
| ------------------ | -------- |
| 2016年（平成28年） | 131      |
| 2021年（令和3年）  | 124      |

### 従業員数の変遷
経済センサスによる従業員数の推移。
| 年                 | 従業員数 |
| ------------------ | -------- |
| 2016年（平成28年） | 693      |
| 2021年（令和3年）  | 702      |

## 施設
一丁目
- 江東区立ちどり幼稚園
- 古石場川親水公園

二丁目
- 古石場図書館
- 古石場文化センター
- 古石場保育園
- 古石場二丁目児童遊園
- 二社神社

三丁目
- 古石場三丁目公園
- 石浜橋児童遊園

## その他

### 日本郵便
- 郵便番号 : 135-0045[3]（集配局 : 深川郵便局[17]）。